# Theodor Laechelin
Theodor Wolfgang Laechelin (* 1816 in Palmnicken, Ostpreußen; † nach 1849) war ein deutscher Gutsbesitzer und Parlamentarier.
Theodor Laechelin studierte an der Albertus-Universität Königsberg Evangelische Theologie. 1833 wurde er Mitglied der Corpslandsmannschaft Normannia. Nach dem Studium war er Gutsbesitzer in Kannehlen bei Darkehmen.
In der 1. Legislaturperiode von 1849 saß Laechelin für den Wahlkreis Gumbinnen 2 im Preußischen Abgeordnetenhaus. Er gehörte der Fraktion der Linken an.